# La Chapelle-en-Serval
La Chapelle-en-Serval is een gemeente in het Franse departement Oise (regio Hauts-de-France). De plaats maakt deel uit van het arrondissement Senlis. La Chapelle-en-Serval telde op 1 januari 2022 3.109 inwoners. Het dorpje wordt doorsneden door de voormalige RN 17. De Erebegraafplaats Orry-la-ville ligt net ten noorden van het dorp.

## Geografie
De oppervlakte van bedroeg op 1 januari 2022 10,81 vierkante kilometer; de bevolkingsdichtheid was toen 287,6 inwoners per km².

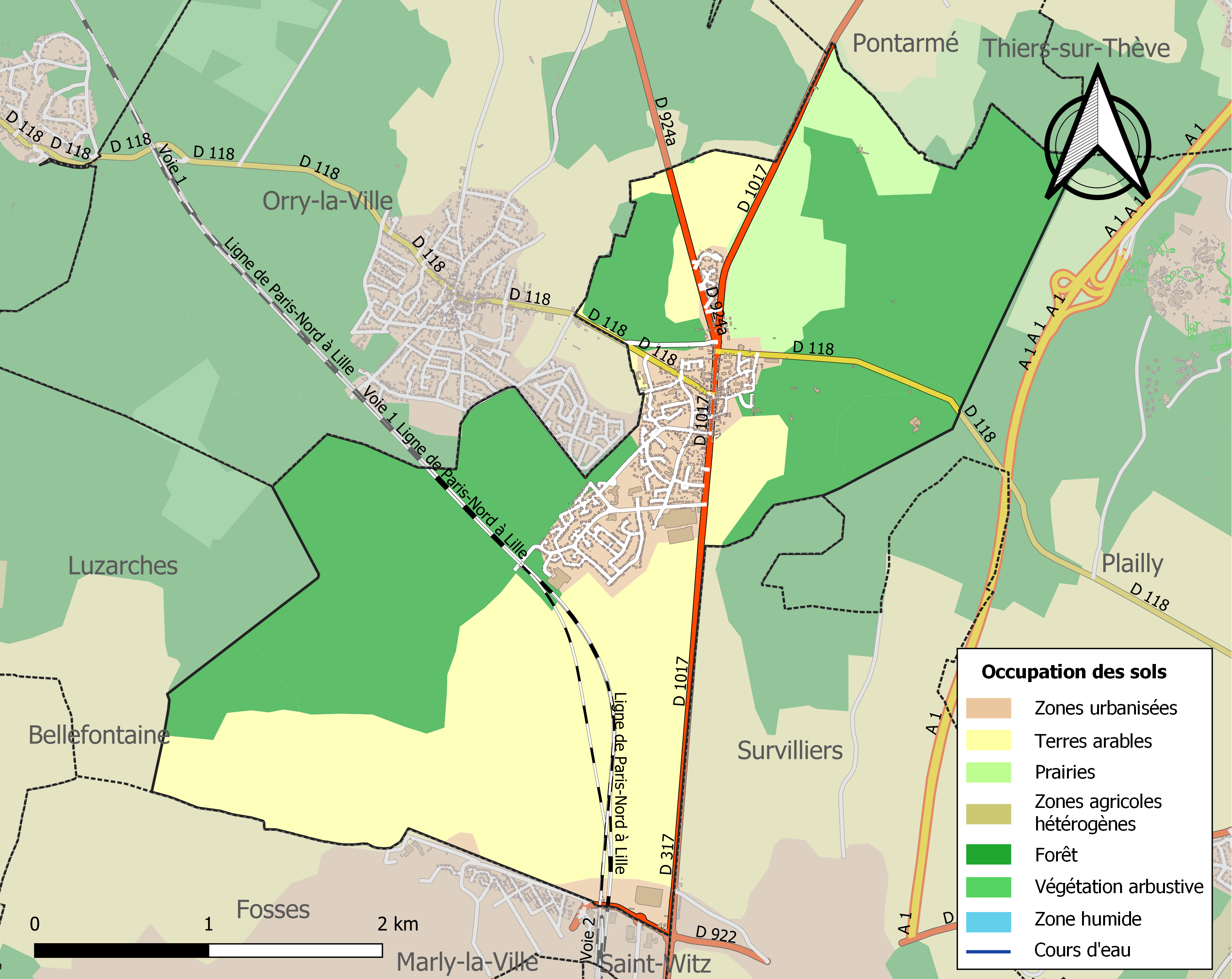
Kaart van de gemeente met belangrijkste infrastructuur, bodemgebruik en omliggende gemeenten

## Demografie
Onderstaande figuur toont het verloop van het inwonertal (bron: INSEE-tellingen).